# Orchidaceae
Las orquídeas u orquidáceas (nombre científico Orchidaceae) son una familia de plantas monocotiledóneas que se distinguen por la complejidad de sus flores y por sus interacciones ecológicas con los agentes polinizadores y con los hongos con los que forman micorrizas.
La familia comprende aproximadamente 25 000 especies (algunas fuentes informan de 30 000), por lo que resulta ser una de las familias con mayor riqueza específica entre las angiospermas. A esta diversidad natural se le suman 60 000 híbridos y variedades producidas por los floricultores.
Las orquídeas pueden ser reconocidas por sus flores de simetría fuertemente bilateral, en las que la pieza media del verticilo interno de tépalos —llamada labelo— está profundamente modificada, y el o los estambres están fusionados al estilo, al menos en la base.
Las orquídeas constituyen un grupo de plantas de morfología extremadamente diversa. Su tamaño varía desde unos pocos milímetros de longitud (ciertas especies de los géneros y especies Bulbophyllum y Platystele) hasta gigantescas agregaciones que pueden pesar varios cientos de kilogramos (algunas especies de Grammatophyllum) o longitudes de hasta 13,4 m (como Sobralia altissima). Del mismo modo, varía el tamaño de sus flores, desde las diminutas del género Platystele —menores de 1 mm— pasando por las grandes flores de 15 a 20 cm de diámetro en muchas especies de los géneros Paphiopedilum, Phragmipedium y Cattleya, hasta los 76 cm de las flores de Phragmipedium caudatum. La fragancia de sus flores no es menos variable, desde el delicado aroma de Cattleya hasta el repulsivo hedor de las flores de ciertas especies de Bulbophyllum.
Se encuentran en la mayor parte del mundo, excepto en las regiones de clima desértico o polar, si bien son especialmente abundantes en la zona intertropical, donde crecen la mayoría de las especies de flores más vistosas.
La familia ha sido reconocida por los sistemas clásicos de clasificación de plantas, como el sistema de Cronquist, así como por los más modernos, como el sistema de clasificación APG II y el sistema de clasificación APG III.

## Descripción

### Hábito

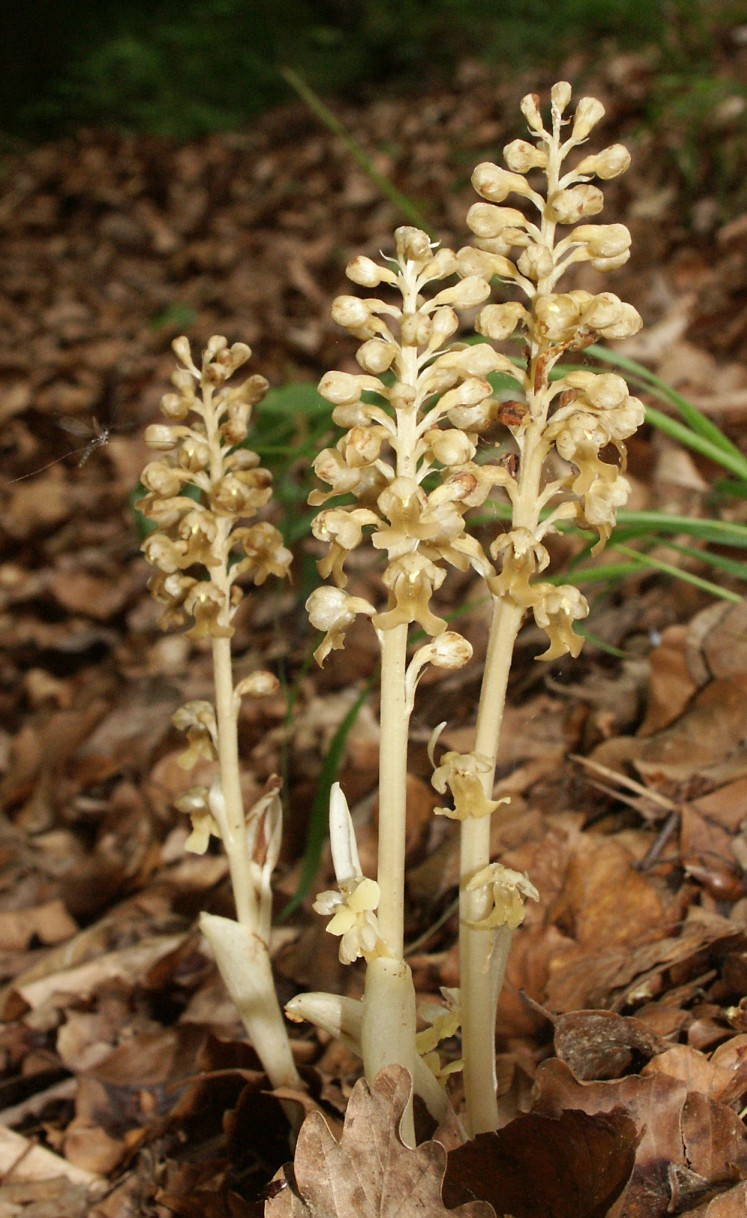
Neottia nidus-avis, una orquídea micoheterotrófica.

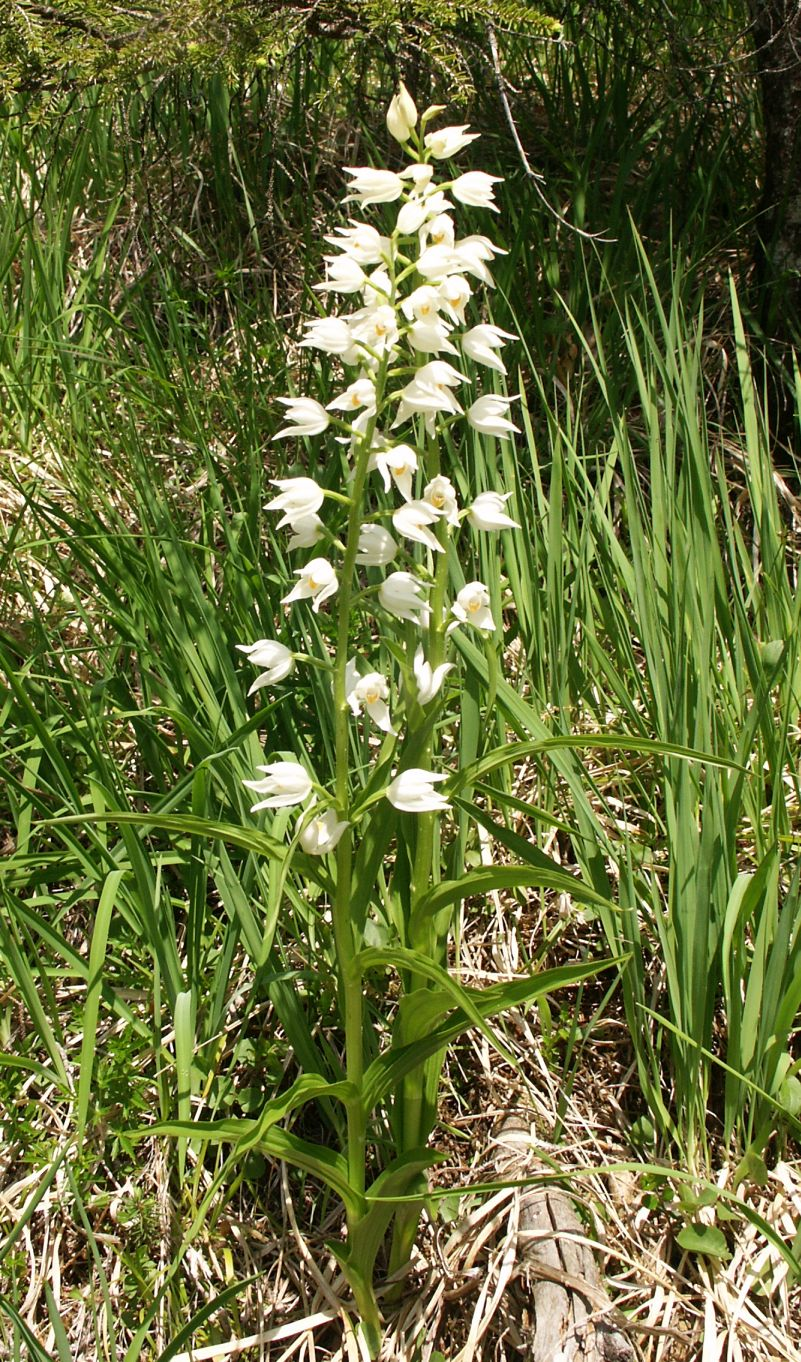
Cephalanthera longifolia, una orquídea terrestre.

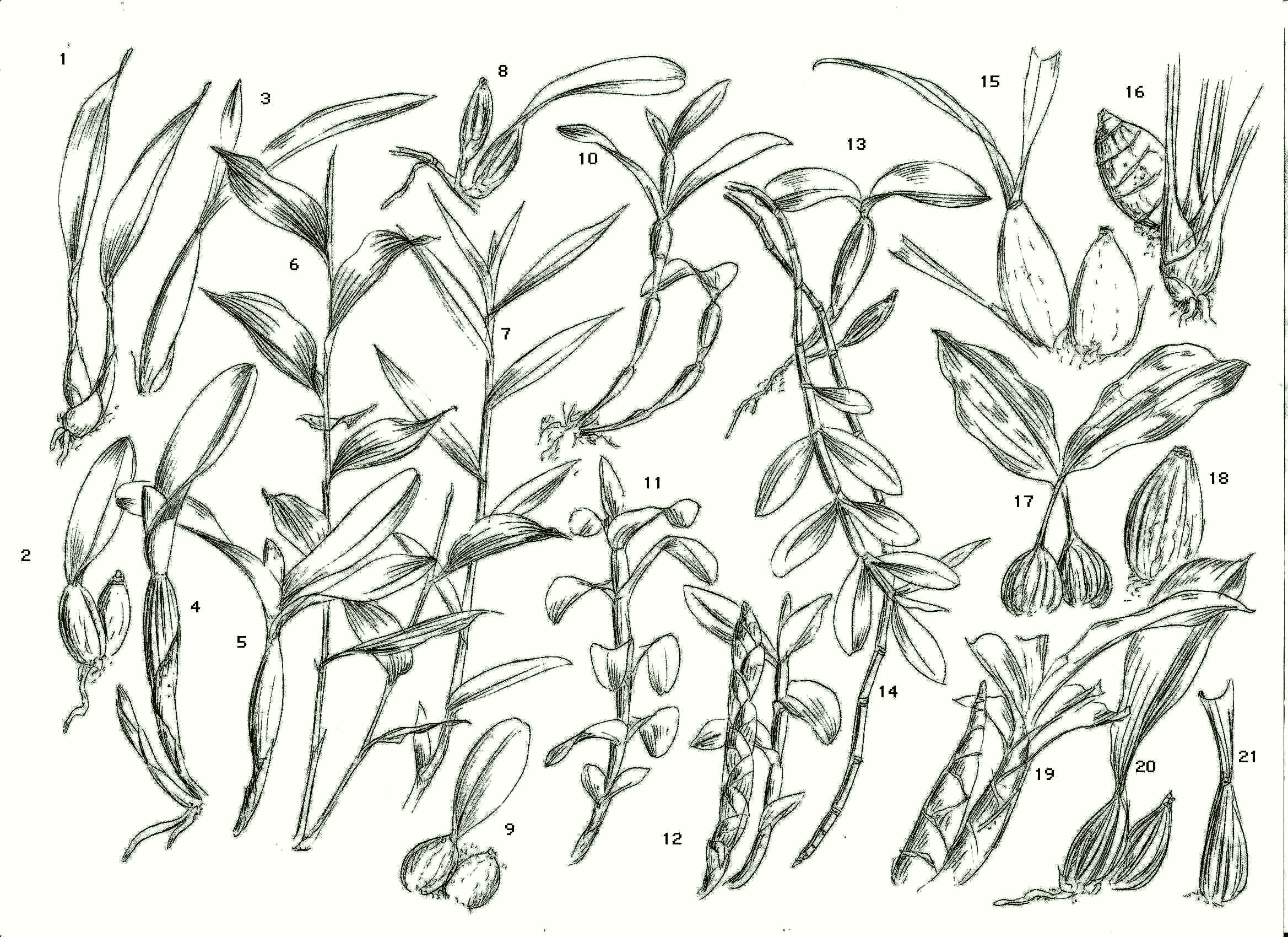
Variabilidad en la forma de los pseudobulbos de distintas orquídeas:
1.Hoffmannseggella
2.Laelia
3.Ada
4.Cattleya
5.Guarianthe
6.Sobralia
7.Thunia
8.Bulbophyllum
9.Cirrhopetalum
10 a 12.Dendrobium
13. Flickingeria
14. Epidendrum
15.Oncidium,
16.Cymbidium
17.Stanhopea
18.Lycaste
19.Catasetum
20.Gongora
21.Coryanthes.

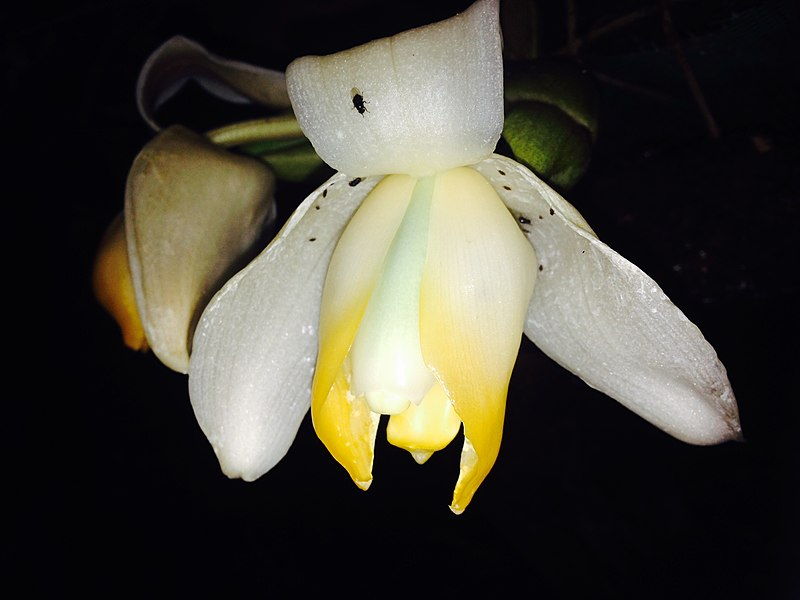
Stanhopea tricornis

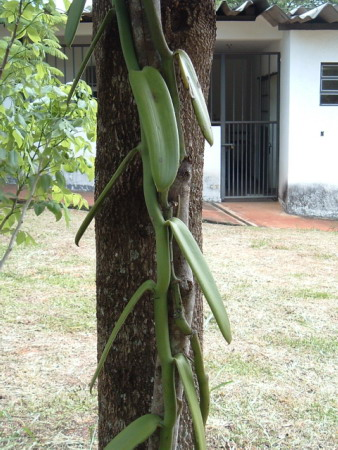
Crecimiento monopodial en Vanilla planifolia.

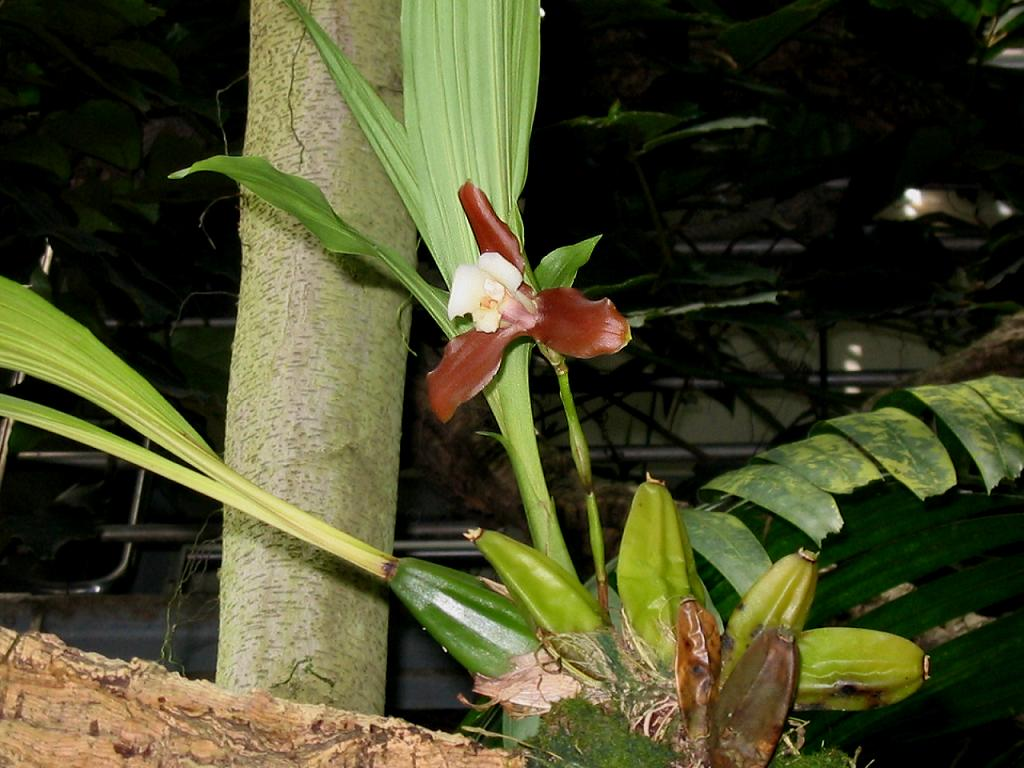
Crecimiento simpodial en Lycaste xytriophora, obsérvese los pseudobulbos.

Las orquídeas son plantas herbáceas, perennes —raramente anuales—, terrestres o epífitas, ocasionalmente trepadoras. Unas pocas especies carecen de clorofila, y son micoheterotróficas.
Con respecto a las orquídeas epífitas, se dice que pueden llegar a ser eternas. De hecho, en la naturaleza, su supervivencia está ligada a la vida del árbol que las sostiene. Se conocen plantas recolectadas a mediados del siglo XIX que todavía están creciendo y floreciendo en muchas colecciones.
Los tallos son rizomas o cormos en las especies terrestres. En las especies epífitas, en cambio, las hojas se hallan engrosadas en la base formando pseudobulbos que sirven para almacenar agua y nutrientes cumpliendo la función de órgano reservante; y que, por lo general, están recubiertos por las vainas foliares membranosas que se secan con la edad.
Existen dos tipos básicos de crecimiento dentro de la familia: el tipo simpodial, que origina tallos múltiples, y el tipo monopodial, que origina un solo tallo. El tipo simpodial de crecimiento es el más común dentro de la familia. La mayoría de estas orquídeas presentan pseudobulbos que funcionan como reservorios de agua y nutrientes. La planta sostiene los pseudobulbos casi verticalmente y el crecimiento y desarrollo posterior de nuevos tallos se produce horizontalmente, entre los pseudobulbos preexistentes. Cada nuevo pseudobulbo se origina en la base de los anteriores y, con su crecimiento, origina nuevas hojas y raíces. Las hojas originadas en cada pseudobulbo pueden durar muchos años, proveyendo nutrientes para toda la planta, hasta que se tornan marrones y mueren. Aún sin hojas, cada pseudobulbo continúa sosteniendo el crecimiento y suministrando la energía necesaria para el crecimiento del resto de la planta y para la floración. Algunos ejemplos de orquídeas con este tipo de crecimiento son los géneros Cattleya, Dendrobium y Oncidium. Las orquídeas con crecimiento monopodial, a diferencia de las anteriores, presentan un solo tallo principal que crece erecto e indefinidamente desde el centro de la planta. Normalmente, el tallo va creciendo hacia arriba y se originan raíces en los nudos, las cuales crecen hacia abajo. La planta, conforme va creciendo, pierde las hojas inferiores a medida que se forman nuevas hojas en el extremo superior. Algunas especies de orquídeas con este tipo de crecimiento son aquellas pertenecientes a los géneros Ascocentrum, Phalaenopsis y Vanda.

### Raíz
Las orquídeas terrestres a veces presentan raíces tuberosas. En las orquídeas epífitas, en cambio, presentan raíces aéreas las cuales están muy desarrolladas,cuelgan de los árboles y son verdes y gruesas. Las raíces aéreas de las epífitas tienen una doble función, son las estructuras que se encargan de captar los nutrientes que la planta necesita y funcionan, además, como elementos de fijación. Las raíces en este tipo de orquídeas típicamente poseen una epidermis esponjosa, formado por muchas capas de células muertas a la madurez y con paredes celulares engrosadas, llamada velamen. El velamen constituye una vaina esponjosa y blanquecina que rodea por completo a la raíz. Si el tiempo está seco, sus células están llenas de aire; pero cuando llueve se llenan de agua.
Según algunos autores el velamen es un tejido que absorbe agua, según otros nunca se ha observado el paso de agua del velamen al córtex de la raíz. Su función principal parece ser la de protección mecánica, además de impedir la excesiva pérdida de agua de la raíz en períodos de deficiencia hídrica. Además, cuando el velamen se llena de agua se vuelve transparente permitiendo a la luz alcanzar el tejido verde de las raíces y, por ende, facilita la fotosíntesis.

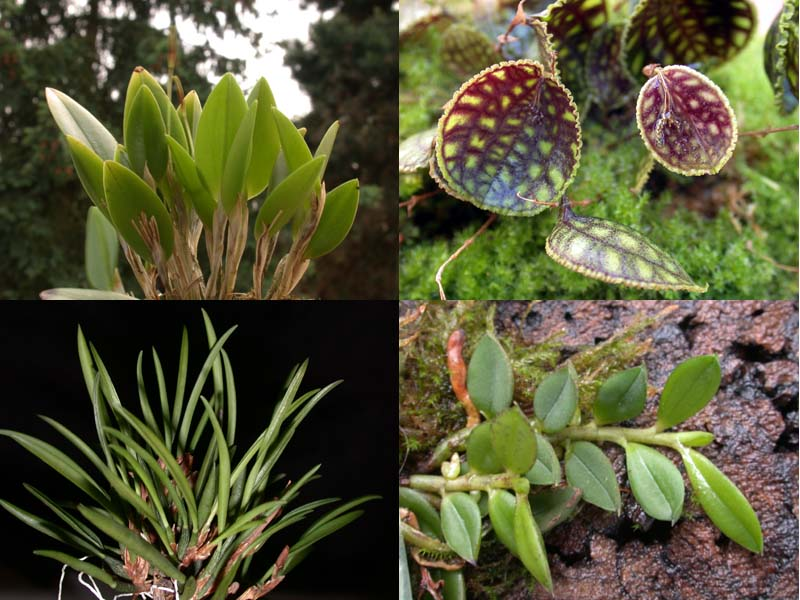
Diferentes tipos de hojas en las orquídeas.

### Hojas
Del rizoma o de los tallos aéreos nacen las hojas, las cuales son simples y de margen entero, generalmente alternas, espiraladas, dísticas o verticiladas, muchas veces plicadas, basales o a lo largo del tallo, a veces reducidas a vainas o a escamas, usualmente con venación paralela y envainadoras en la base. Pueden presentar pecíolo o ser sésiles y no presentan estípulas. Las especies adaptadas a períodos de sequía tienen hojas carnosas que cumplen la función de reserva de agua en épocas de escasez.

### Flor
Aun siendo una familia cuyas flores tienen un aspecto muy diferente entre géneros, su estructura es homogénea. Como en otras monocotiledóneas, el periantio es trímero. Está formado por tres piezas externas llamadas sépalos, dos laterales y uno dorsal, y tres elementos internos llamados pétalos, uno de ellos modificado en un labio o labelo de mayor tamaño y color más intenso que los demás. Esta modificación, junto con el fenómeno de resupinación o torsión que lo sitúa en posición inferior, cumple la función de atraer algún animal que es su polinizador. Hay variaciones estructurales que facilitan la polinización por una determinada especie de insecto, pájaro o murciélago. Algunos autores clasifican el perianto de las orquídeas como un perigonio, formado por seis tépalos dispuestos en dos verticilos.

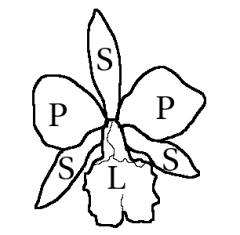
Disposición de las piezas del perianto en las orquídeas, se observan los pétalos (P), los sépalos (S) y el labelo (L).

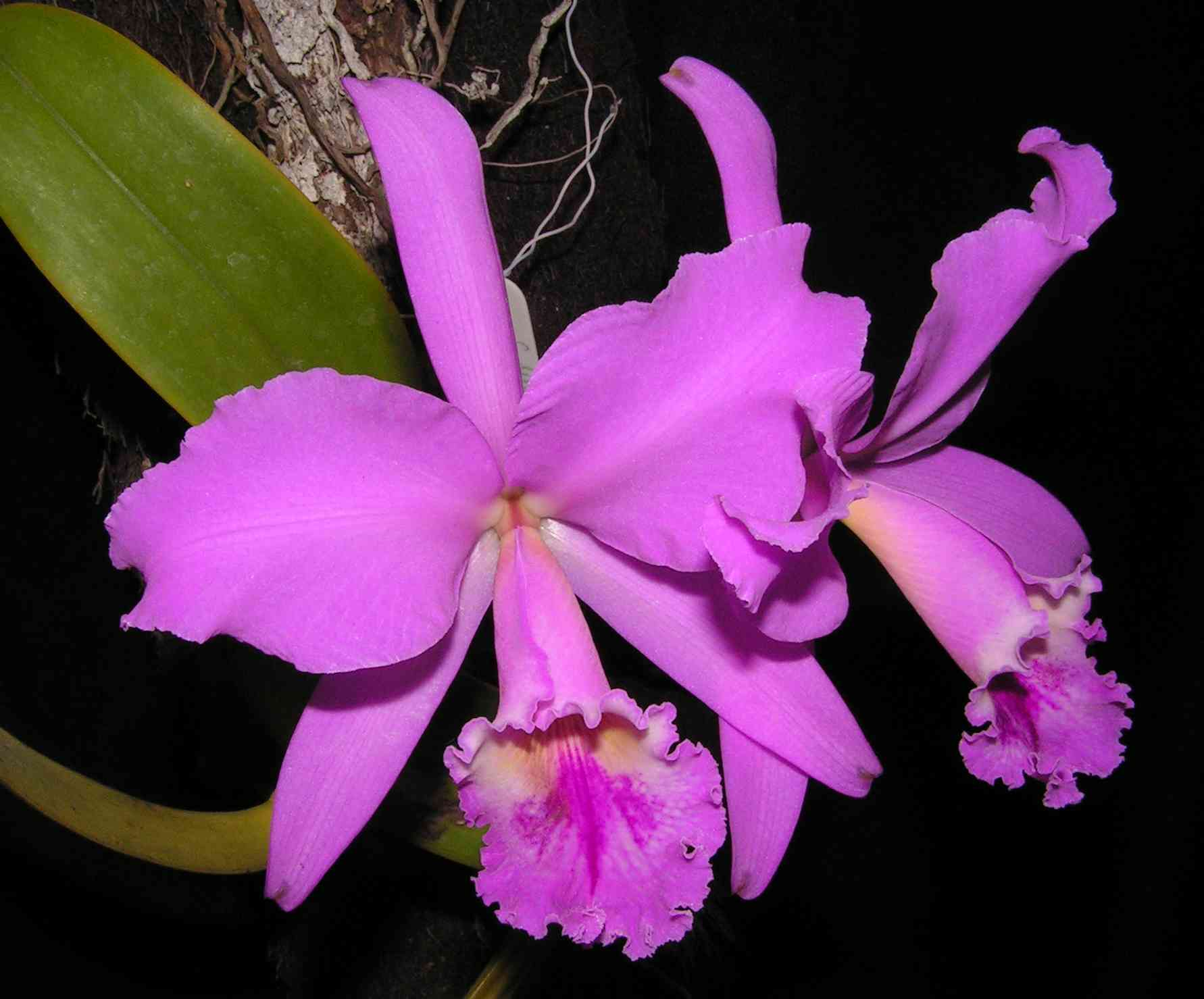
Flor de Cattleya labiata, obsérvese la disposición de las piezas del perianto en relación con el esquema superior.

Las diferentes piezas del perianto pueden estar separadas entre sí o fusionadas en la base.
Los sépalos, o tépalos externos, son usualmente petaloideos (similares a pétalos), imbricados. A veces los dos sépalos laterales se encuentran fusionados en un solo elemento llamado «sinsépalo». Los pétalos, o tépalos internos, están siempre separados, a veces presentan puntos, manchas y colores muy variados. El llamado «labelo» es el pétalo medio, es de tamaño mayor que los dos pétalos laterales y su forma es extremadamente variable. Es la pieza más compleja y, en cierto modo, un órgano característico de las orquídeas. Puede ser lobulado, y entonces se dice que existe un lóbulo central y dos laterales (Orchis, Dactylorhiza). En otras oportunidades, como en Epipactis, se diferencian transversalmente dos partes que se denominan «hipoquilo» la basal y «epiquilo» la distal. Puede tener áreas brillantes, crestas, quillas u otras protuberancias que se suelen denominar como «callo» o «callus». También es frecuente que desarrolle un espolón dirigido hacia atrás o hacia abajo en donde se aloja un nectario. Este espolón puede ser largo y fino (Gymnadenia, Orchis), o como un saco redondeado (Coeloglossum viride). También hay especies en que el espolón no tiene néctar o puede haber nectarios no incluidos en el espolón.

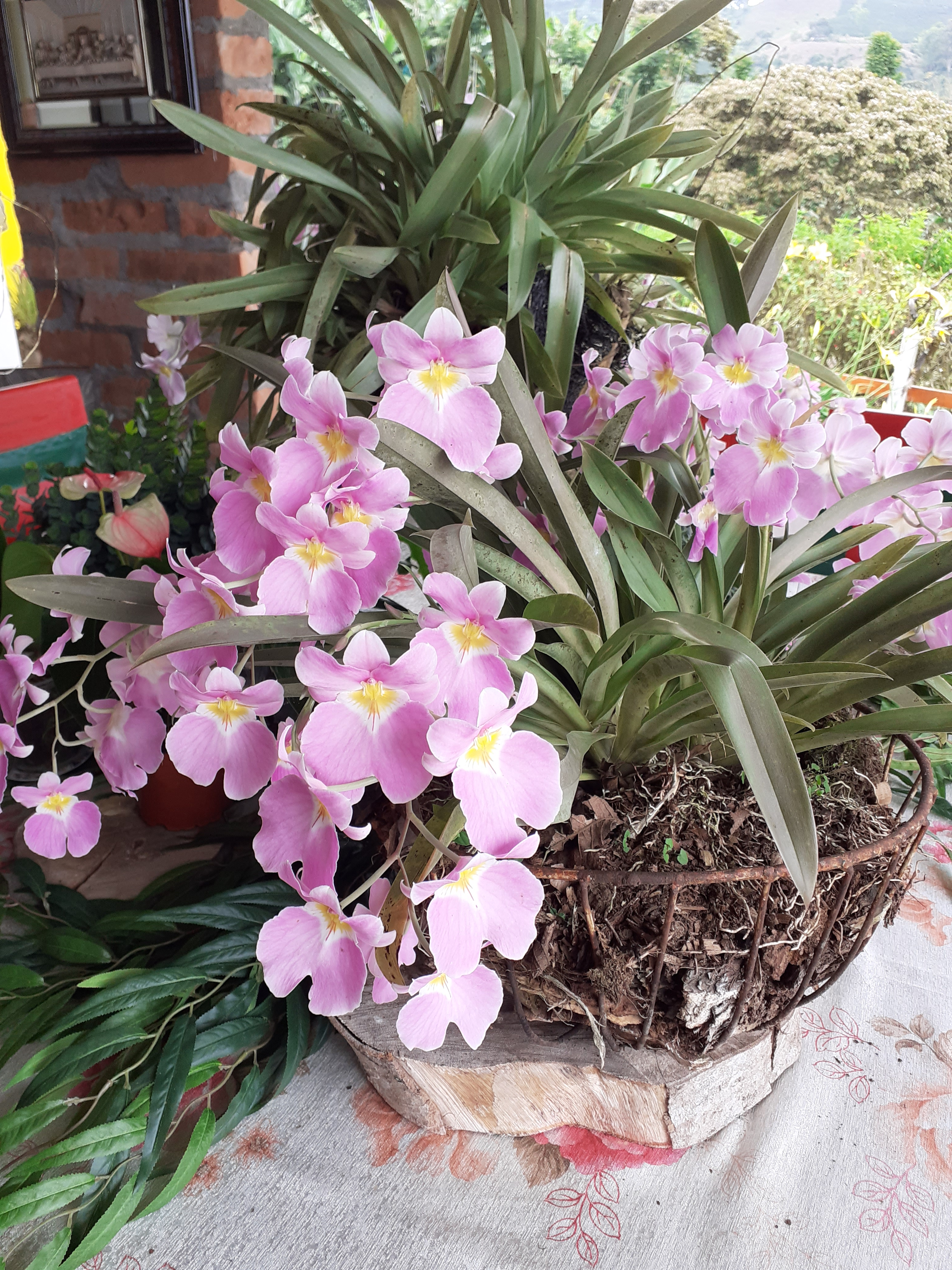
Una orquídea en una finca en el municipio de Jardín del departamento de Antioquía Colombia

El androceo está usualmente formado por uno o dos estambres (a veces tres), si es uno solo deriva del estambre medio del verticilo externo ancestral y usualmente con dos estaminodios vestigiales derivados de los estambres laterales de un verticilo interno ancestral. En algunas subfamilias, como en Apostasioideae o Cypripedioideae, hay dos o tres estambres fértiles. Cuando son dos, han derivado de los dos estambres laterales del verticilo interno ancestral, y cuando son tres, se han originado de los dos laterales del verticilo interno y del estambre medio del verticilo externo. El androceo se halla fusionado al estilo y al estigma, los cuales se hallan altamente modificados, formando una estructura conocida como «columna», «ginostemo» o «ginostegio». Las tecas de las anteras se disponen en la porción del ginostemo denominada «clinandro» o «androclino». El polen es granular, en tétradas o aglutinado en grupos de dos a ocho masas suaves o duras llamadas polinias. Estas polinias presentan un apéndice filiforme —llamado «caudícula»— que se une con una masa pegajosa —«retináculo» o «viscidium»— sobre el «rostelo», estructura derivada del estigma con forma de lóbulo alargado y que se sitúa sobre la porción receptiva del estigma. El conjunto de polinios, caudículas y retináculos se denomina «polinario», el cual es la unidad de transporte del polen durante la polinización. Las anteras son de dehiscencia longitudinal y su conectivo muchas veces se halla modificado en un «opérculo» que cubre la antera hasta la polinización.
El gineceo está formado por tres carpelos fusionados entre sí, con el ovario ínfero, que puede presentar un lóculo o tres, y numerosos óvulos (hasta millones) de placentación usualmente parietal, pero ocasionalmente de placentación axilar.
Las orquídeas son, en general, productoras de néctar, sustancia que utilizan como recompensa a los polinizadores. Los nectarios son variables en posición y tipo. Por ejemplo, se encuentran en el espolón del labelo, o en los ápices de los sépalos, o en las paredes internas del gineceo. Las especies que no producen néctar son autógamas o apomícticas, es decir, no necesitan de polinizadores para producir semillas.

### Inflorescencia
Las orquídeas llevan sus flores de diversos modos. Aún dentro del mismo género, las diferentes especies pueden tener distintos modos de disponer las flores en inflorescencias, las cuales son indeterminadas y, a veces, reducidas a una única flor, terminal o axilar.
La mayoría de las orquídeas tienen inflorescencias que llevan dos o más flores, las que usualmente nacen de un eje floral más o menos alargado que comprende un tallo denominado pedúnculo y una porción que lleva las flores, llamada raquis. En la mayoría de las especies las flores se disponen en un racimo erecto y alargado, con las flores arregladas en una espiral laxa alrededor del raquis (como, por ejemplo, en Cymbidium). En esos racimos las flores individuales se enlazan con el eje floral a través de un corto tallito llamado pedicelo. Puede ser que las flores se articulen con el raquis directamente, sin pedicelo, y —en ese caso— la inflorescencia se denomina espiga, como puede observarse en los géneros Peristylus y Neuwiedia.
Un grupo de orquídeas pertenecientes al género Bulbophyllum, bastante espectacular por su floración, presenta el raquis tan contraído que todas las flores parecen salir del mismo punto, como en una umbela. Algunas otras orquídeas (Oncidium, Renanthera), finalmente, presentan inflorescencias ramificadas que se denominan panículas.

### Fruto y semilla
El fruto es una cápsula loculícida, que se abre mediante tres o seis ranuras longitudinales (a veces una sola); en raras ocasiones, el fruto de las orquídeas es una baya.
Las semillas son diminutas y numerosas. El tegumento es crustoso o membranoso, sin fitomelaninas, con solo la capa externa persistente y los tejidos internos colapsados. Las semillas son muchas veces membranosas y aladas, los que les permite ser dispersadas por el viento. El embrión es muy pequeño y no se halla acompañado por endosperma, ya que este tejido aborta muy temprano en el desarrollo embrionario.

## Etimología e historia

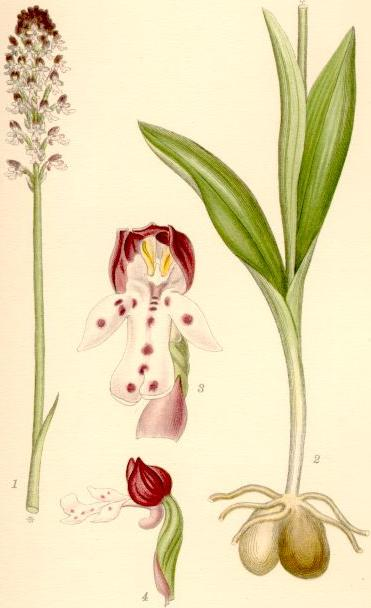
Ilustración de Orchis ustulata, una orquídea de hábito terrestre. Obsérvese el parecido de sus tubérculos con los testículos de un mamífero. Esa semejanza es a la que hace referencia el nombre orquídea.

La palabra orquídea deriva del griego ὄρχις (órjis ‘testículo’) e ἰδέα (idéa ‘forma’). El vocablo hace referencia a la forma de los tubérculos de las especies del género Orchis, orquídeas de hábito terrestre cuyos tubérculos dobles parecen testículos, como puede apreciarse en la imagen de la derecha. El vocablo se atestigua por primera vez en los manuscritos de la obra De causis plantarum del filósofo griego Teofrasto, que datan aproximadamente del año 375 antes de Cristo.
Fueron conocidas y apreciadas por los seres humanos desde la Antigüedad. Existen escritos chinos de 1500 años de antigüedad donde se hace referencia al cultivo de las orquídeas. En la antigua Grecia se le atribuían propiedades curativas y afrodisíacas. Los aztecas utilizaban una orquídea —la vainilla— para enriquecer una bebida espesa hecha a base de cacao, destinada a los nobles y a los guerreros y era conocida con el nombre de xocoatl.

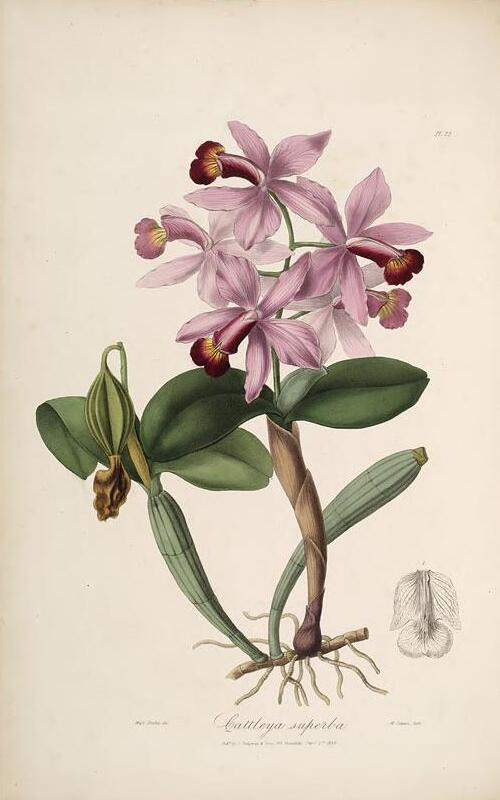
Ilustración de 1838

En Europa, el interés por ellas se despertó hacia 1731 cuando floreció la primera orquídea tropical del Nuevo Mundo, Bletia purpurea (sin. Bletia verecunda), en la colección del almirante inglés Charles Wager quien la obtuvo del Jardín Botánico de Chelsea. Desde ese momento, se suscitó un interés sin igual por la adquisición y cultivo de orquídeas exóticas, en particular por los miembros de las clases sociales más acomodadas, quienes debían construir un orquideario como una obligación acorde con su estatus. De hecho, cuando una orquídea florecía en tales colecciones, el evento daba lugar a grandes fiestas y la noticia cubría las primeras planas de la prensa. Para satisfacer este consumo de orquídeas raras y exóticas, durante muchos años los recolectores profesionales provenientes en su mayoría de Francia e Inglaterra se dedicaron a saquear sin misericordia los bosques americanos, poniendo a muchas especies en peligro de extinción. A principios del siglo XX, no obstante, la era de la denominada «orquideomanía» llegaba a su fin. El costo para calefaccionar los invernaderos en los que se debían cultivar estas plantas era extremadamente alto y la carestía energética —agudizada por la Primera Guerra Mundial— dificultó el mantenimiento de los orquidearios privados. Con la depresión de 1929, el cultivo de orquídeas a gran escala definitivamente pasó a manos de empresarios comerciales.

## Ecología

### Distribución y hábitat

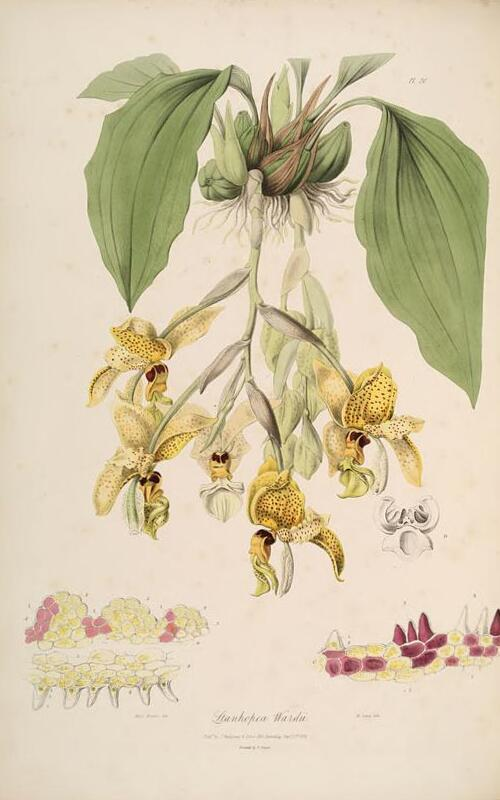
Ilustración de 1838

Las orquídeas conforman la familia más grande de las plantas con flores, con alrededor de 20 000 especies divididas en unos 800 géneros distribuidos por todo el mundo. Son una familia cosmopolita, que se halla distribuida desde dentro del círculo polar ártico hasta Tierra del Fuego y las islas al sur de Australia. Se hallan ausentes solamente en los desiertos verdaderos y en los polos. Son más diversas en las regiones tropicales, donde frecuentemente son epifitas. No obstante, la mayoría de las especies se encuentran en los trópicos y subtrópicos, desde el nivel del mar hasta los 5000 m s. n. m., en casi todos los ambientes. En algunos ecosistemas son el elemento dominante, particularmente en hábitats deficientes en nutrientes. Solamente existen dos ambientes en la tierra donde no prosperan estas plantas, los polos y los desiertos de arena. Son más diversas en las regiones tropicales, donde frecuentemente son epifitas.
La mayor cantidad de especies se distribuyen en las regiones tropicales, particularmente en áreas montañosas, las cuales representan barreras naturales y aíslan a las diversas poblaciones de plantas, lo que ocasiona la formación de un elevado número de endemismos. Algunas áreas con una marcada predominancia de orquídeas son las islas y el área continental del sudeste asiático, Ecuador, donde hay unas 3500 especies descritas y Colombia, el país con mayor variedad de orquídeas, con alrededor de 4270 especies registradas. La masa atlántica brasileña cuenta con, aproximadamente, 1500 especies descritas. Otras áreas importantes son las montañas del sur del Himalaya en la India y China, las montañas de América Central y el sudeste africano, notablemente la isla de Madagascar.
Su capacidad para adaptarse es notable, ya que pueden crecer tanto a nivel del mar como en los páramos elevados. Muchas viven sobre los árboles (epifitas), otras lo hacen sobre las rocas (litófitas), otras sobre la tierra y algunas especies se desarrollan incluso en ambientes subterráneos. A pesar de lo que mucha gente cree, no son parásitas, ya que no se alimentan del árbol donde viven, sino que lo usan como medio de soporte y como vehículo para alcanzar la luz del sol. Algunas solo miden unos pocos centímetros y otras pueden tener el porte de un árbol. Sus flores pueden ser tan diminutas que resulta imposible observarlas a simple vista, mientras que otras llaman poderosamente la atención.

### Biología de la polinización

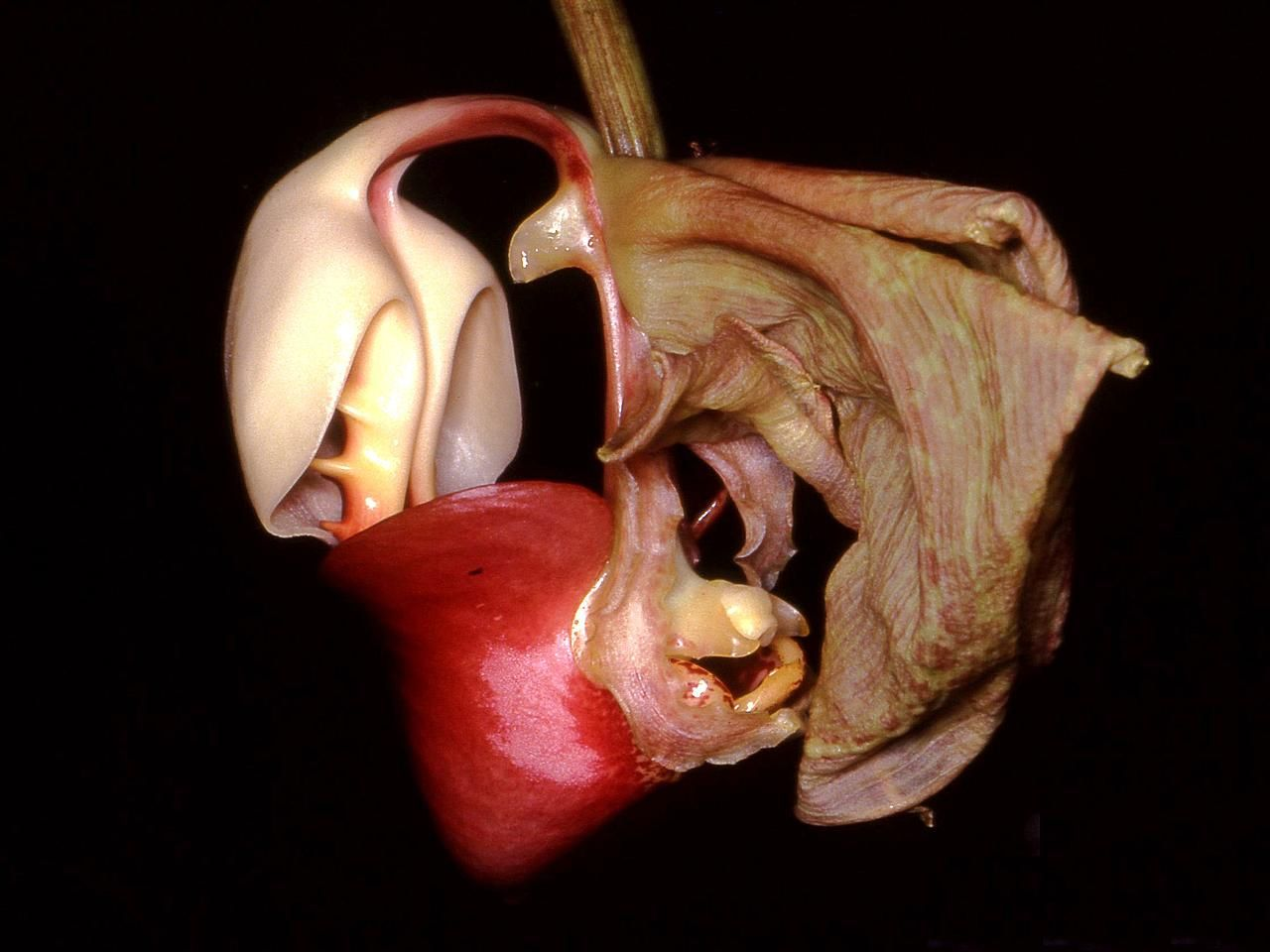
Las formas, colores y fragancias de las orquídeas son el resultado de su coevolución con los animales polinizadores. En la imagen se observa una flor de Coryanthes leucocorys, especie que ha desarrollado uno de los mecanismos más complejos de polinización, por medio de una bolsa llena de líquido.

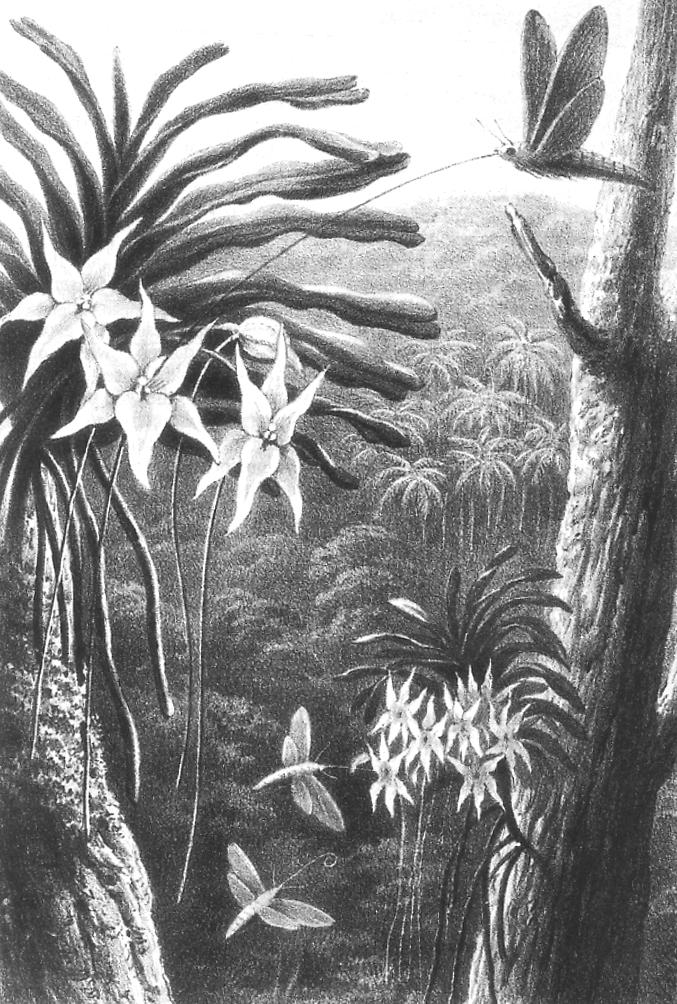
Ilustración de la polinización de Angraecum sesquipedale por una polilla hipotética de larga proboscis. El dibujo fue realizado en 1867 por Alfred Russel Wallace, siguiendo la predicción realizada por Charles Darwin de 1862. En 1903 fue descubierta la polilla en Madagascar y bautizada como Xanthopan morganii praedicta.

Por lo general, las orquídeas florecen una sola vez al año, siempre por la misma época, la cual está determinada por factores ambientales tales como la disminución o elevación de la temperatura, el incremento de las horas de luz, los cambios de estación y las variaciones en la humedad ambiental. Las flores pueden permanecer abiertas desde un día (el caso de Sobralia) hasta más de tres meses (como en Paphiopedilum y Phalaenopsis). Los híbridos artificiales pueden florecer dos o más veces al año.
El 97 % de las especies de orquídeas necesitan de un polinizador para que se lleve a cabo la transferencia de los granos de polen de una planta a los pistilos de otro individuo y, por ende, para que se produzca la fecundación y la formación de las semillas. Se debe tener en cuenta que el polen de las orquídeas se halla agrupado en masas compactas llamadas polinias (singular: polinario), de tal modo que por sí solo, o por acción del viento, el polen no se puede dispersar de una flor a otra por lo que los polinizadores son imprescindibles para asegurar su reproducción sexual.
Estos polinizadores son muy variados y, según cuál sea la especie en cuestión, pueden ser moscas, mosquitos, abejas, avispas, coleópteros y aves (especialmente colibríes).
La zoofilia que caracteriza a las orquídeas presupone que los animales polinizadores visiten las flores de manera regular y se detengan en ellas el tiempo suficiente; que las anteras y el estigma sean rozados o tocados con cierta frecuencia y que el primero quede adherido a los visitantes de modo tan perfecto que pueda llegar con la debida seguridad a los estigmas de otras flores. El resultado de la zoofilia depende esencialmente de que los animales puedan reconocer las flores desde una cierta distancia y de que se vean compelidos a visitar durante un cierto tiempo las flores de la misma especie. Las flores zoófilas, entonces, deben poseer productos atractivos (cebos, como el polen y el néctar), medios de reclamo (tales como olores y colores) y, además, polen viscoso o adherente.
Muchas especies de orquídeas recompensan a los polinizadores con alimento (como por ejemplo, néctar, pelos alimenticios o aceites) y otros compuestos, tales como ceras, resinas y fragancias. Estas recompensas, a su vez, refuerzan la conducta de los polinizadores. No obstante, la especialización en un solo tipo de polinizador para asegurar una transferencia más eficiente de polen, determinó una creciente especialización morfológica y estructural en las flores de las orquídeas para garantizar la atracción de una sola especie de insecto.
Por esa razón, las flores de las orquídeas son de formas extremadamente variadas y pueden atraer a una amplia variedad de insectos (abejas, avispas, moscas, mariposas, polillas) así como a pájaros, murciélagos o sapos para la polinización. Algunas atraen visitantes generalistas, pero muchas están bastante especializadas, atrayendo solo a una o unas pocas especies como polinizadores. Polen, néctar, o fragancias florales pueden ser empleadas como recompensadores de la polinización, mientras que algunas flores (por ejemplo Cypripedium) manipulan a sus polinizadores y no proveen de ninguna recompensa, y algunas especies de Ophrys y Cryptostylis mimetizan la forma y el olor de las hembras de abejas, avispas, o moscas, y son polinizadas cuando los machos tratan de aparearse con la flor (fenómeno llamado pseudocopulación).
Generalmente, el labelo funciona como una plataforma de aterrizaje y ofrece señales visuales o táctiles que orientan al polinizador. La polinia se adjunta al cuerpo del polinizador, y muchas veces es depositada en el estigma (usualmente una depresión en la parte de abajo de la columna) de la siguiente flor visitada. El género Coryanthes tiene un labelo como un bolsillo que se llena con un fluido secretado por la columna, una abeja que cae en este fluido debe viajar a través de un túnel, forzando la deposición del polinario en su cuerpo. La transferencia de polen dentro de la polinia es una aparente adaptación para asegurar la fertilización de muchos del tremendo número de óvulos. En algunas especies la polinización es un evento bastante poco común, y las flores pueden permanecer funcionales y vistosas por muchos días. El marchitamiento del perianto ocurre rápidamente solo después de la fertilización. Angraecum sesquipedale, una orquídea de Madagascar, también es conocida por su biología de la polinización. Esta especie presenta un espolón de 20 a 35 cm de largo, y es polinizada por una mariposa esfíngida, Xanthopan morganii praedicta con una probóscide de esa longitud, un hecho que Charles Darwin había predicho antes del descubrimiento de tal polinizador.

### Biología de la germinación

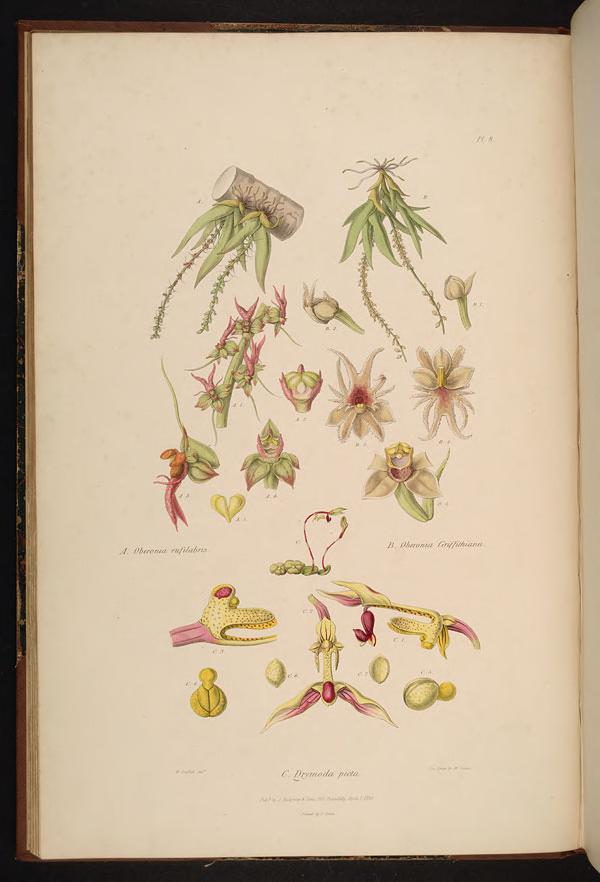
Illustración de 1838

En la mayoría de las especies las pequeñas semillas, que son como polvo, son dispersadas por el viento y requieren nutrientes provistos por un hongo micorrícico para poder germinar. Algunos miembros de Cypripedioideae y Vanilloideae poseen frutos carnosos que fermentan in situ liberando compuestos fragantes (por ejemplo la vainillina) que atraen a pájaros y mamíferos, que actúan como agentes de dispersión.
Estas semillas están formadas por un embrión constituido por pocas células (entre 100 y 200), cubiertas por una testa muy dura. El número de semillas puede variar de 13 000 a 4 000 000 por cápsula. El rango de peso de una semilla de orquídea varía de 0,3 a 14 µg y miden de 0,25 a 1,2 mm de largo y 0,009 a 0,27 mm de ancho. Estas semillas no poseen endosperma y consisten de un pequeño embrión suspendido dentro de una membrana, comúnmente transparente, aunque en ocasiones pigmentada. Las formas de las semillas pueden ser muy variables, existiendo elípticas, filiformes, fusiformes, redondas, globulares o prominentemente aladas. Todas estas características aparentemente maximizan la fecundidad y la efectividad en la dispersión por el viento de las semillas de orquídeas.
La germinación de estas semillas tiene lugar por medio de un proceso que es diferente al de la mayor parte de las angiospermas, porque los embriones de orquídeas son, desde un punto de vista anatómico y estructural, extremadamente reducidos y simples. Los embriones de orquídeas germinan y crecen hasta producir una masa de células llamada «protocormo». Estos protocormos, con sus «rizoides» (estructuras en forma de raíces) pueden o no de inmediato comenzar a fotosintetizar. No obstante, para que el protocormo sobreviva, se desarrolle y se transforme en retoño, primero debe establecer una relación simbiótica con un hongo.
El papel que desempeña el hongo es el de suministrar azúcares al protocormo (especialmente a aquellos que no poseen clorofila). El hongo obtiene el azúcar de secciones del substrato (suelo u otro objeto sólido que sirva de organismo huésped a la planta) de la orquídea, es decir, la corteza de un árbol o del suelo. El protocormo, a su vez, provee al hongo con ciertas vitaminas y un hábitat donde vivir. El hongo vive en área del protocormo y del substrato. Con el tiempo, el joven retoño comenzará a producir sus propios nutrientes y la simbiosis no será más necesaria.

## Evolución y filogenia

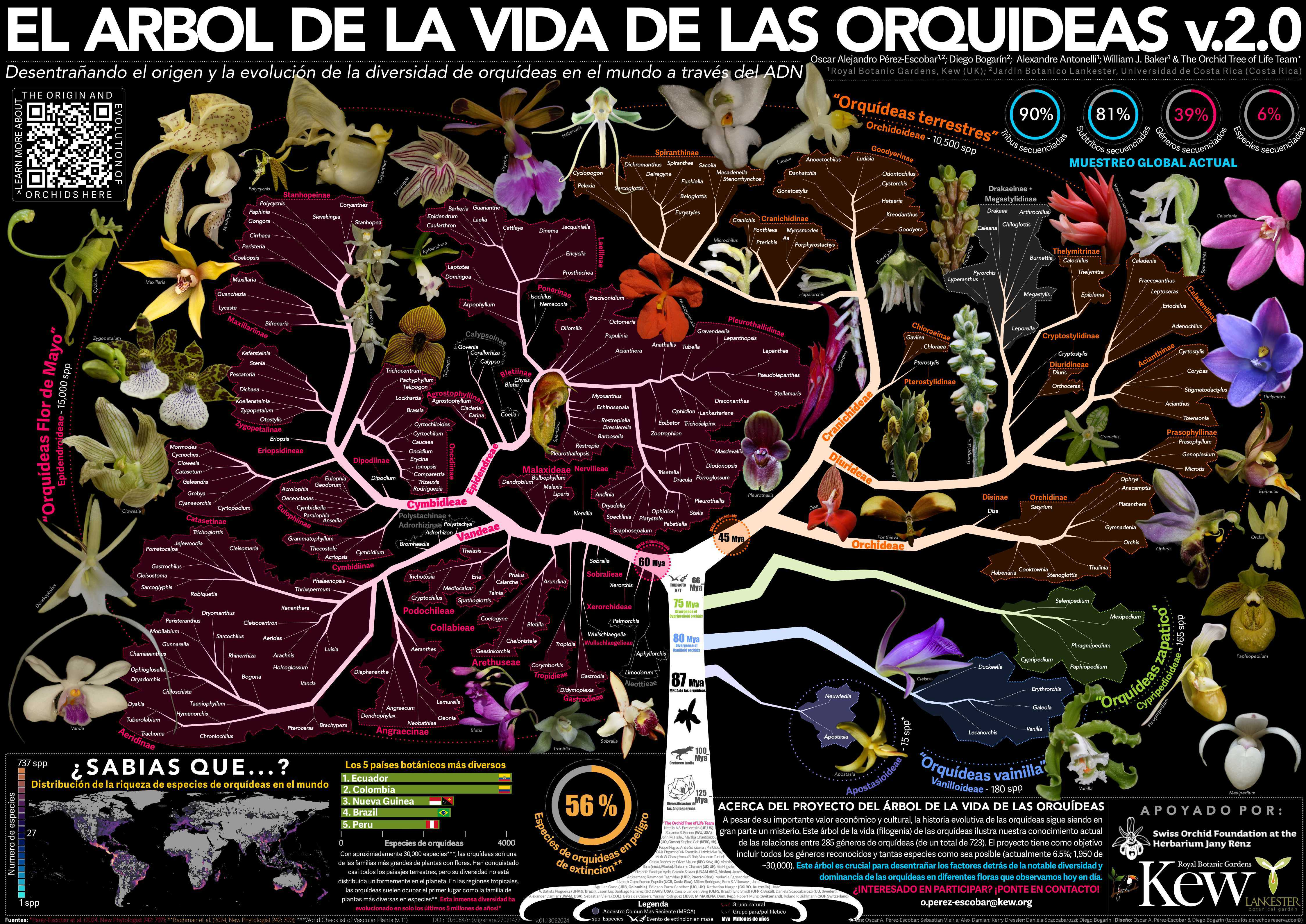
El Árbol de la vida de las orquídeas que muestra la diversidad, las vías evolutivas y el ritmo de la evolución de las orquídeas.

Se han sugerido muchos orígenes posibles para las orquídeas, no obstante, la familia de las hipoxidáceas (o plantas similares a ellas, ya extintas) parecen ser sus progenitores más probables. A pesar de ser la familia de angiospermas más diversa sobre la tierra, las orquídeas no poseen un registro fósil adecuado por lo que muchos aspectos de su historia evolutiva permanecen oscuros. No obstante, en 2007 se ha informado el hallazgo en la República Dominicana del polinario de una orquídea (la que fue denominada Meliorchis caribea) preservado en ámbar y adherido al mesoescutelo de una especie extinta de abeja (Proplebeia dominicana). Ese fósil proviene del Mioceno, aproximadamente 15 a 20 millones de años atrás. Este descubrimiento constituye no solo el primer fósil de orquídea descubierto, sino también el primer antecedente fósil de las interacciones entre las plantas y sus polinizadores. Asimismo, este descubrimiento sumado a análisis cladísticos sobre datos de la morfología, indican que el ancestro más reciente de las orquídeas existentes vivió en el Cretácico superior, entre 76 a 84 millones de años atrás.
La monofilia de las orquídeas está sustentada tanto por la morfología como por los análisis de secuencias de ADN (Dressler 1981, 1993, Dressler y Chase 1995, Burns-Balogh y Funk 1986, Judd et al. 1993, Chase et al. 2000, Fay et al. 2000, Freudenstein et al. 2004). Asimismo, las relaciones filogenéticas dentro de la familia, motivo de activas investigaciones en las últimas décadas que todavía continúan, han sido dilucidadas mediante análisis cladísticos de la morfología y de secuencias conservadas del ADN (Dressler 1983, 1993, Chase 1986, 1988, Chase y Hills 1992, Chase y Palmer 1992, Cameron et al. 1999, Kores et al. 2000, Whitten et al. 2000, Salazar et al. 2003, Burns-Balogh y Funk 1986, Cameron 2006, Dressler 1986, 1993, Judd et al. 1993, Dressler y Chase 1995, Cameron et al. 1999, Freudenstein y Rasmussen 1999, Cameron y Chase 2000, Freudenstein et al. 2000, 2004, Molvray et al. 2000, van den Berg et al. 2005).
La filogenia de las orquídeas se halla suficientemente aclarada en la actualidad, lo que permite la reconstrucción de los estados ancestrales y el análisis de la evolución de varios caracteres adaptativos novedosos, los que incluyen los síndromes de polinización altamente especializados, la colonización de hábitats epifíticos y la presencia de metabolismo ácido de las crasuláceas. El metabolismo ácido de las crasuláceas (conocido como CAM, acrónimo inglés para Crassulacean Acid Metabolism) es una ruta fotosintética, muy distribuida taxonómicamente, la cual ha evolucionado en plantas que habitan ambientes con limitaciones de agua y de dióxido de carbono, los cuales incluyen el dosel de los bosques tropicales con disponibilidad hídrica estacional o intermitente. La fotosíntesis C3 es el estado ancestral de la familia y el metabolismo CAM ha evolucionado al menos diez veces de modo independiente, con varias reversiones al estado original. Un gran evento de radiación adaptativa hacia el metabolismo CAM ocurrió dentro de Epidendroideae, el clado con mayor riqueza de especies epífitas de todos los grupos de plantas conocidos, el cual estuvo ligado a la rápida evolución de una gran cantidad de especies durante el período Terciario. De hecho, se ha demostrado que existe una asociación muy estrecha entre el metabolismo CAM y el hábito epifítico, caracteres que habrían evolucionado paralelamente hace unos 65 millones de años, en correspondencia con la progresiva aridificación y reducción de la concentración de dióxido de carbono en la atmósfera durante el Terciario. Aparentemente, la riqueza de especies en las orquídeas está ligada a la colonización de hábitats epifíticos, y la capacidad para hacerlo estuvo relacionada con la adquisición del metabolismo CAM, como un medio de llevar a cabo la fotosíntesis con bajo consumo de agua. No obstante, el cambio del hábito de crecimiento terrestre al hábito epifítico no solo requiere del metabolismo CAM, sino también de la presencia de varios otros atributos adaptativos. Así la presencia de raíces finas, pequeñas y trepadoras es esencial para la adhesión a un sustrato con escasa estabilidad, como las ramas de los árboles. La suculencia y las raíces con velamen se requieren para soportar los períodos prolongados de deficiencia hídrica al estar fijadas a sustratos con escasa o nula capacidad de retención de agua. Finalmente, la densidad poblacional de los organismos epifíticos es en general muy baja, por lo que requieren de sistemas de polinización altamente especializados para lograr la transferencia eficiente del polen entre plantas diferentes. Todas estas adaptaciones morfológicas y fisiológicas se han desarrollado en las orquídeas en múltiples ocasiones, lo que ha determinado la gran riqueza de especies de esta familia y que casi el 70 % de las mismas sean epífitas.
Los géneros Apostasia y Neuwiedia (pertenecientes a la subfamilia Apostasioideae) son considerados hermanas del resto de los miembros de la familia (Dressler 1993, Judd et al. 1993, Dressler y Chase 1995, Neyland y Urbatsch 1996, Cameron et al. 1999, Freudenstein y Rasmussen 1999). Estos dos géneros, y especialmente Neuwiedia, han retenido muchos caracteres ancestrales, como por ejemplo la presencia de dos (Apostasia) o tres (Neuwiedia) estambres en sus flores, los que están solo ligeramente fusionados al estilo y los granos de polen, independientes entre sí y no pegajosos. Las restantes orquídeas, en cambio, presentan polen pegajoso o con los granos de polen fusionados entre sí en el momento en el que son liberados de los estambres. Dentro del grupo de orquídeas con polen pegajoso, las subfamilias Cypripedioideae y Vanilloideae son los clados basales. La primera de ellas (que incluye, por ejemplo, a Cypripedium y Paphiopedilum) es claramente monofilética y sus miembros comparten algunos caracteres exclusivos, como su labelo en forma de saco (con la forma de una zapatilla) y la antera media modificada en un estaminodio con forma de escudo y dos estambres funcionales. Vanilloideae (que contiene por ejemplo a Vanilla, Pogonia y Cleistes) se distingue porque sus flores tienen solo un estambre funcional y tampoco presentan polinias.
Las restantes subfamilias poseen un solo estambre funcional, los granos de polen se encuentran agrupados formando polinias y el filamento del estambre se encuentra completamente fusionado con el estilo (Dahlgren et al. 1985, Burns-Balogh y Funk 1986, Judd et al. 1993). Este clado, que incluye a todas las especies con polen agrupado en polinias, tiene flores con solo un estambre funcional (se dicen monandras) y los dos estambres laterales están transformados en esbeltos estaminodios o faltan completamente).
Los análisis de morfología (Freudenstein y Rasmussen 1999) y algunos análisis moleculares (Cameron et al. 1999, Molvray et al. 2000) indican que las orquídeas monandras son monofiléticas, No obstante, otros análisis moleculares (Cameron 2006, Cameron y Chase 2000, Freudenstein et al. 2004), sostienen que la reducción del número de estambres funcionales ha ocurrido en dos oportunidades durante la evolución de la familia.
Entre las orquídeas monandras con polinia se reconocen dos grandes subfamilias, Epidendroideae y Orchidoideae (incluyendo Spiranthoideae). Los miembros de Epidendroideae comparten la apomorfía de presentar una antera picuda e incumbente (es decir, la antera se halla curvada sobre el ápice de la columna), mientras que los integrantes de Orchidoideae comparten las apomorfías de un ápice de la antera agudo, tallos suaves y hojas convolutas.
El árbol filogenético de las subfamilias es el que sigue (Judd et al. 2007, modificado de Cameron et al. 1999, Kocyan et al. 2004):
|         | Cypripedioideae                                                                             |
|         |                                                                                             |
|         | Vanilloideae                                                                                |
|         |                                                                                             |
| polinia | \| \| Orchidoideae (incluyendo Spiranthoideae) \| \| \| \| \| \| Epidendroideae \| \| \| \| |
|         | \| \| Orchidoideae (incluyendo Spiranthoideae) \| \| \| \| \| \| Epidendroideae \| \| \| \| |
|         | Orchidoideae (incluyendo Spiranthoideae)                                                    |
|         |                                                                                             |
|         | Epidendroideae                                                                              |
|         |                                                                                             |

|  | Orchidoideae (incluyendo Spiranthoideae) |
|  |                                          |
|  | Epidendroideae                           |
|  |                                          |

|         | Cypripedioideae                                                                             |
|         |                                                                                             |
|         | Vanilloideae                                                                                |
|         |                                                                                             |
| polinia | \| \| Orchidoideae (incluyendo Spiranthoideae) \| \| \| \| \| \| Epidendroideae \| \| \| \| |
|         | \| \| Orchidoideae (incluyendo Spiranthoideae) \| \| \| \| \| \| Epidendroideae \| \| \| \| |
|         | Orchidoideae (incluyendo Spiranthoideae)                                                    |
|         |                                                                                             |
|         | Epidendroideae                                                                              |
|         |                                                                                             |

|  | Orchidoideae (incluyendo Spiranthoideae) |
|  |                                          |
|  | Epidendroideae                           |
|  |                                          |

## Taxonomía
Algunos autores, como por ejemplo Dahlgren et al. (1985), reconocieron tres familias de orquídeas basándose en el número de anteras del androceo: Apostasiaceae, con dos o tres anteras solo parcialmente fusionadas al gineceo; Cypripediaceae, con dos anteras fusionadas al gineceo y Orchidaceae, la familia más rica en cantidad de especies, las cuales presentan una única antera fusionada al gineceo. No obstante, todas las evidencias moleculares hasta la fecha muestran que Orchidaceae definida o circunscripta de ese modo sería polifilética. Los datos morfológicos y moleculares indican, en cambio, que Orchidaceae debería definirse en forma amplia, por lo que una nueva clasificación de la familia que se corresponde con la filogenia conocida fue publicada por Chase y colaboradores en 2003, en la que se reconocen cinco subfamilias, las que se describen a continuación:

### Apostasioideae

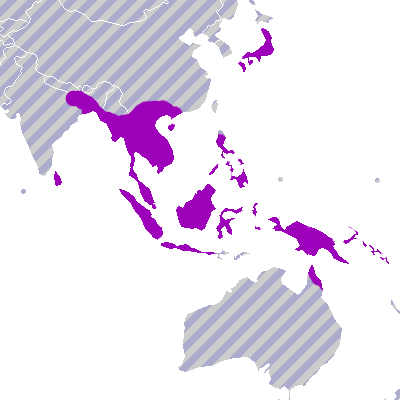
Mapa de distribución de las orquídeas apostasioides.

Las orquídeas apostasioides se consideran el grupo de orquídeas más primitivo. Presentan dos o tres estambres en sus flores, las cuales son «regulares» y se parecen a las del género Hypoxis (de la familia Hypoxidaceae). Las hojas se disponen en forma espiralada en los tallos, son plegadas, resupinadas (salvo en Apostasia). El saco embrionario es bispórico, del tipo Allium. El número cromosómico básico es x= 24. Incluye solo dos géneros (Apostasia y Neuwiedia) y aproximadamente 16 especies.
Sinonimia: Apostasiaceae Lindley, Neuwiediaceae Reveal & Hoogland.

### Cypripedioideae

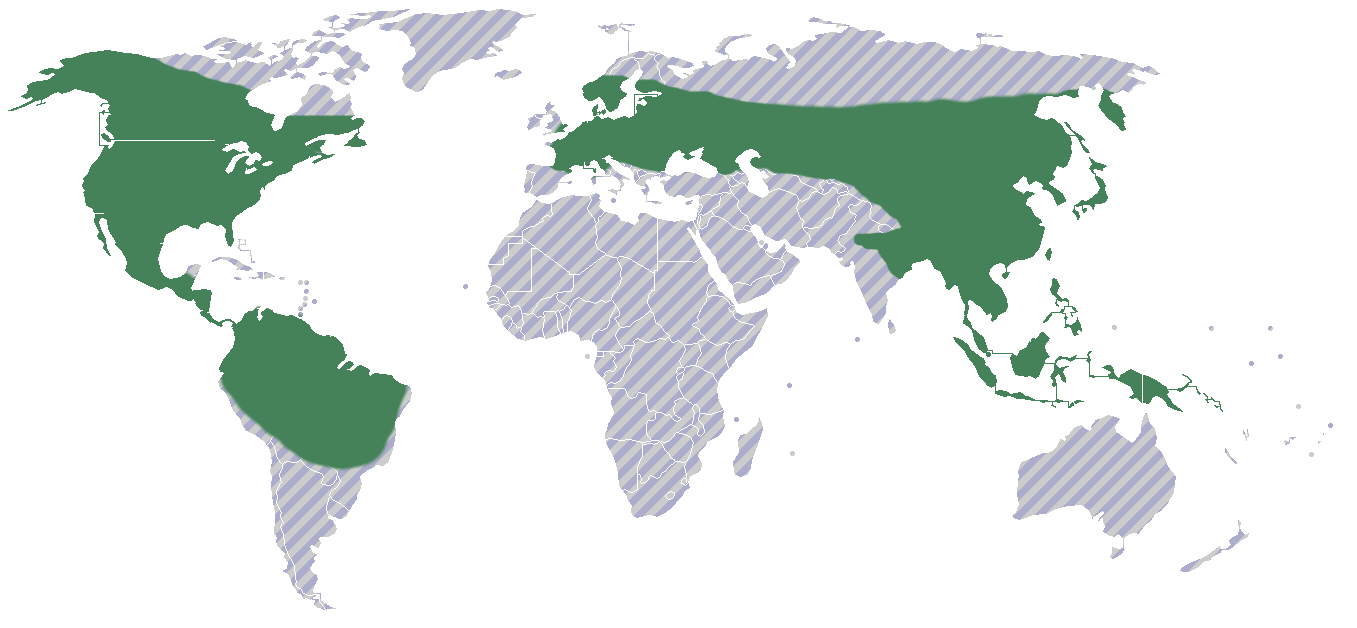
Mapa de distribución de la subfamilia Cypripedioideae.

Este segundo grupo de orquídeas representan un linaje independiente, con categoría taxonómica de subfamilia: las cipripedióideas. También retienen características primitivas, tales como la presencia de dos estambres en las flores. Comprende cinco géneros: Cypripedium, Mexipedium, Paphiopedilum, Phragmipedium y Selenipedium y cerca de 150 especies, las cuales se distribuyen en cinco tribus monotípicas.
Están ampliamente distribuidas en Eurasia y a través de América.
Conocidas popularmente como «zapatillas de dama» debido a la abultada forma de zapatilla de su labelo que funciona como atrapa insectos, ya que el insecto es forzado a pasar con la espalda por el estaminodio, con lo que se recolectan o depositan los polinia.
En estas orquídeas, dos anteras fértiles se disponen a cada lado de la columna. El estambre central es estéril y está curiosamente modificado como un escudo que impide el acceso directo de los polinizadores desde del frente de la flor a la parte central. Los otros dos estambres están escondidos detrás de este estaminodio. El labelo saculiforme ha evolucionado como una trampa para los polinizadores. Las paredes internas del labelo son muy resbalosas pero una escalera de pelos yace en el interior de la pared dorsal. Este conduce bajo el estigma ventral a una de las dos salidas en la base del labelo a cada lado de la columna.
Sinonimia: Cypripediaceae Lindley.

### Vanilloideae
Las orquídeas vanilóideas son un pequeño grupo que incluye a Vanilla, un género de aproximadamente 70 especies de lianas. Comprende 15 géneros y 180 especies que se distribuyen en la franja tropical y subtropical húmeda del globo y en los Estados Unidos de América.

### Orchidoideae

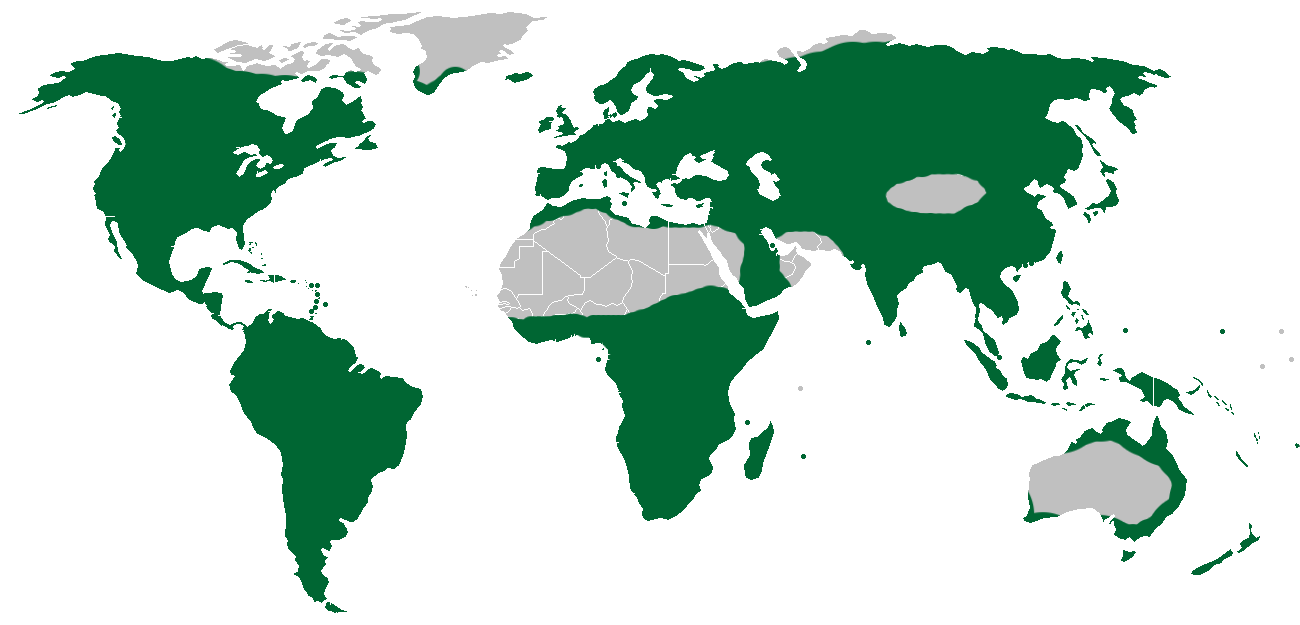
Mapa de distribución de la subfamilia Orchidoideae.

Esta subfamilia incluye en su mayoría orquídeas terrestres con tubérculos o rizomas carnosos. El género tipo Orchis y las "orquídeas abeja" (Ophrys, que se denominan así porque su labelo parece el abdomen de una abeja) pertenecen a este grupo. Comprende 208 géneros y 3630 especies distribuidas en todo el mundo, excepto en los desiertos más secos, en el círculo polar Ártico y en la Antártida. Los miembros representativos de Orchidoideae incluyen a Cynorkis, Diuris, Goodyera, Habenaria, Orchis, Platanthera, Spiranthes, y Zeuxine.

### Epidendroideae

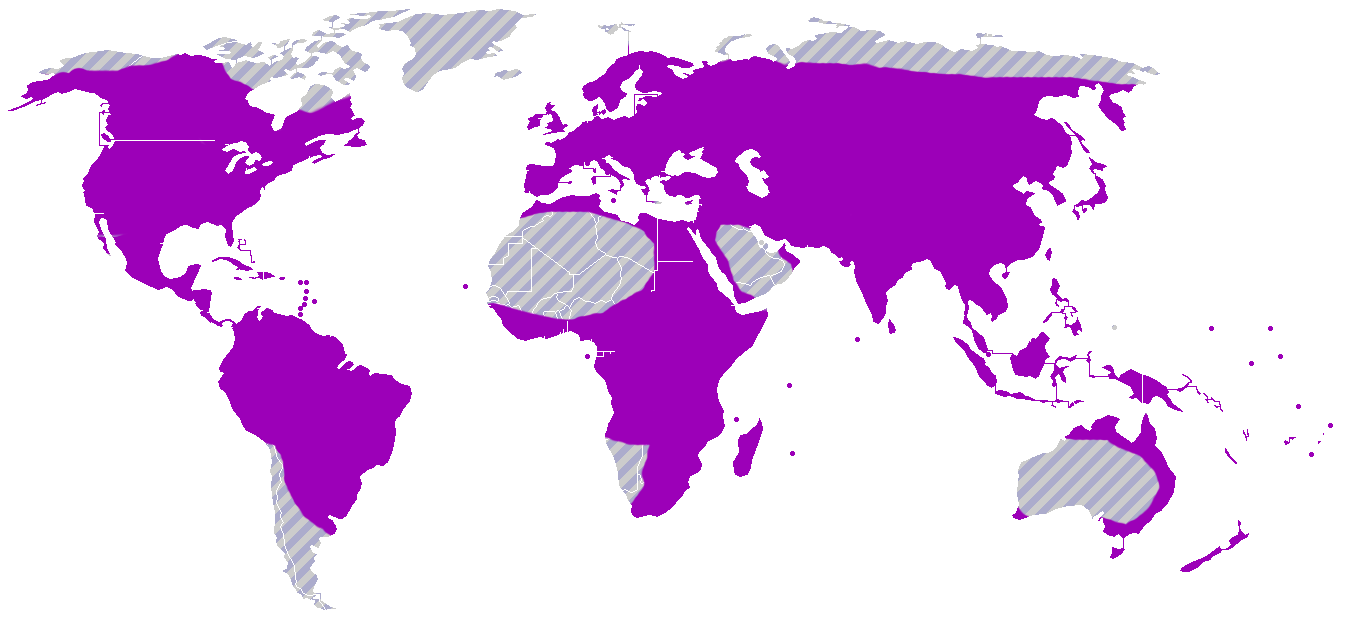
Mapa de distribución de la subfamilia Epidendroideae.

Más de 500 géneros y cerca de 20 000 especies distribuidas en las mismas regiones de Orchidoideae, si bien incluyen algunas especies subterráneas del desierto australiano. Epidendroideae contiene numerosas epífitas tropicales, entre los géneros representativos se incluyen Bulbophyllum, Catasetum, Dendrobium, Epidendrum, Encyclia, Maxillaria, Oncidium, Pleurothallis y Vanda. La delimitación de los géneros en este grupo es notoriamente problemática, y los géneros más numerosos no son monofiléticos. La mayoría son epífitas tropicales (normalmente con pseudobulbos), pero algunas son terrestres e incluso unas pocas saprofitas.

## Importancia económica

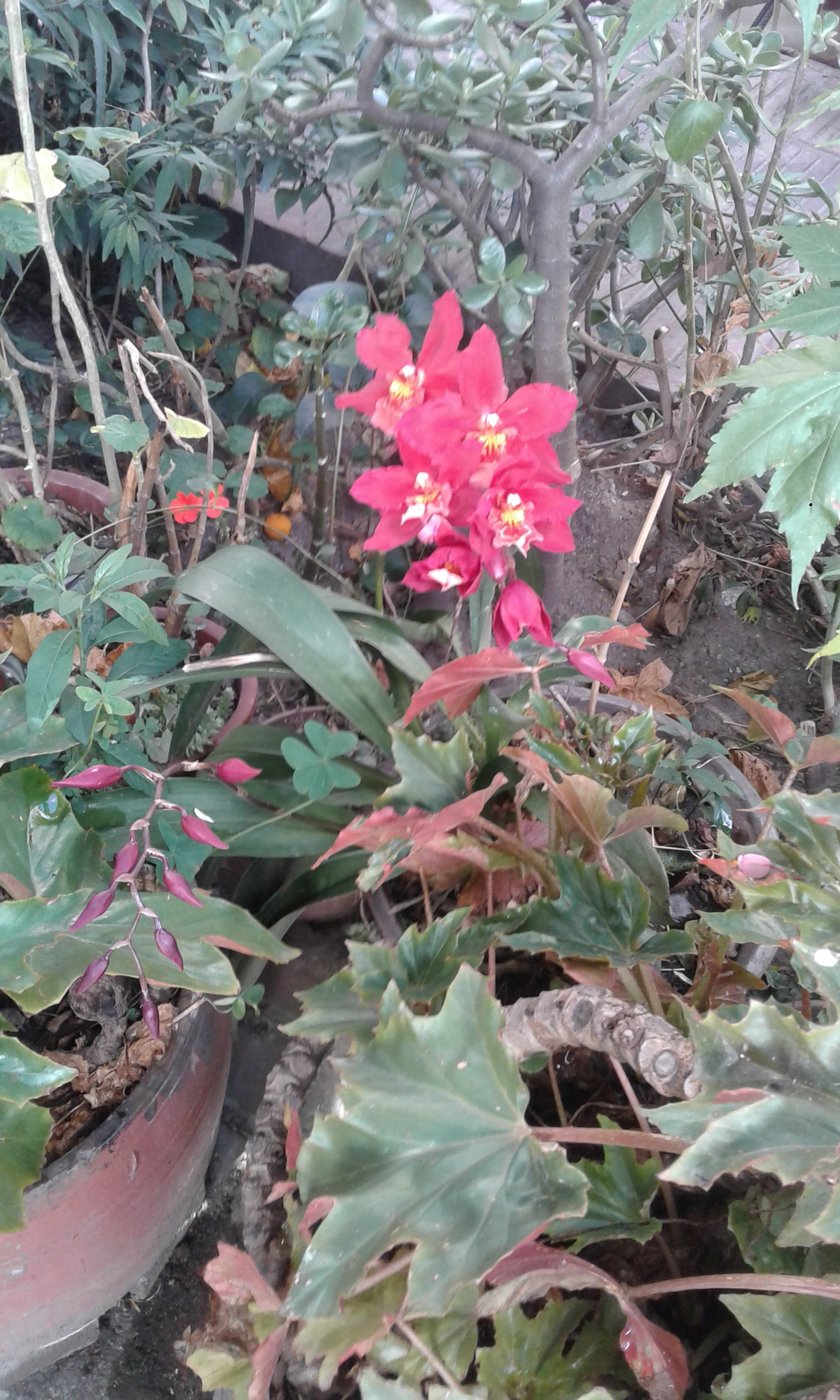
Orquídea ecutoriana. En Ecuador existe una gran cantidad y variedad de ellas.

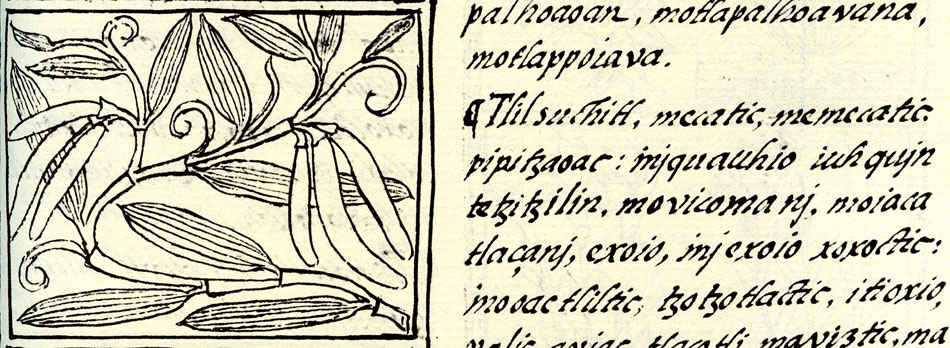
Dibujo de la vainilla en el Códice Badiano (circa 1580) y descripción de su uso y propiedades, escrito en lengua náhuatl.

Tradicionalmente las orquídeas han sido utilizadas por distintos pueblos con fines ornamentales y medicinales. Los chinos fueron los primeros en cultivarlas desde, aproximadamente, el año 500 a. C. Más tarde, en el siglo V, los griegos las empleaban como plantas medicinales. En América, los aztecas las utilizaban como plantas medicinales, especias, alimenticias y ornamentales. Una de las orquídeas empleadas por este pueblo fue la popular vainilla («tlilxóchitl» en náhuatl, nombre científico, Vanilla planifolia), usada para aromatizar el chocolate, y llevada a Europa por los conquistadores españoles a principios del siglo XVI y desde ahí a regiones tropicales como Madagascar. Este país se ha convertido en el primer productor del mundo de esta especia, utilizada como saborizante y aromatizante en todo el mundo.
A pesar de la gran diversidad de la familia, pocas orquídeas son cultivadas por otra razón que no sea la belleza de sus flores. Además del ya mencionado cultivo de Vanilla para producir vanillina, algunas pocas especies se utilizan para la producción de aromatizantes del té (Jumellea) o del tabaco (Vanilla). En Turquía se utilizan los tubérculos de Anacamptis morio para la preparación de una bebida típica caliente que se bebe en los días fríos del invierno conocida como salep.
El cultivo de las orquídeas por la belleza de sus flores evolucionó lentamente desde un simple pasatiempo hasta la explotación comercial. Las primeras orquídeas ornamentales llegaron a Europa, procedentes del Nuevo Mundo, en 1731. Sin embargo, no fue sino hasta 1821 cuando se inició su cultivo comercial en invernaderos cerca de Londres. En 1913 se creó en Singapur la compañía «Sun Kee» para producir y comercializar flores cortadas de orquídeas. Actualmente en Estados Unidos, Inglaterra, Francia, Taiwán, Japón, China, Tailandia, Australia, Hawái y Singapur se ha profundizado el interés por el cultivo y la explotación de orquídeas, con dos objetivos definidos. El primero es el de la producción de flor cortada para abastecer el mercado internacional de floricultura. El segundo objetivo es el de producir y comercializar plantas de diferentes tamaños, en particular las que se hallan cerca de la floración, para abastecer de plantas ornamentales el mercado interno de cada país.
Tailandia es uno de los países más especializados en la producción de flores de orquídeas para abastecer la demanda de las principales ciudades de todo el mundo, con un monto de exportaciones de 40 millones de dólares en el año 2001.
Entre los géneros de orquídeas más comúnmente cultivados para flor de corte o como plantas ornamentales destacan Cattleya, Dendrobium, Epidendrum, Paphiopedilum, Phalaenopsis, Vanda, Brassia, Cymbidium, Laelia, Miltonia, Oncidium, Encyclia y Coelogyne. No obstante, la mayor proporción de cultivares actuales de orquídeas (los que se cuentan con más de 100 000) han surgido a través de hibridaciones artificiales entre dos o más especies, muchas veces de distintos géneros.

### Multiplicación
El método más simple de multiplicación, a menudo utilizado por los coleccionistas y por los comerciantes de pequeña escala, es la división del tallo. En varias especies de orquídeas, como las pertenecientes al género Dendrobium, el pseudobulbo es largo y articulado, formado por muchos nudos en los cuales se desarrollan hijuelos. Desde la base de estos hijuelos se desarrollan raíces. Para multiplicar este tipo de orquídeas solo se deben cortar los hijuelos enraizados, separarlos de la planta madre y trasplantarlos a otro recipiente. Las especies de orquídeas de mayor importancia comercial, como Cattleya, Laelia, Miltonia y Odontoglossum, pueden propagarse por división del rizoma en secciones, que deben llevar de tres a cuatro pseudobulbos. Los denominados «bulbos traseros», aquellos que ya han perdido el follaje, se usan comúnmente para propagar clones de Cymbidium. Estos bulbos se remueven de la planta y se colocan en otro recipiente con un sustrato adecuado para que formen raíces.

### Cuidados
Luz sí, pero no sol directo, la temperatura entre 18 y 25 °C, nunca inferior a 16 °C pues moriría.
El riego debe ser una vez a la semana; se coloca la maceta en un plato y se llena de agua, después de un rato hay que quitarlo, pues las raíces se pudrirán.
Se abona una vez al mes, siguiendo las mismas instrucciones que para el riego, es decir, se diluye el abono en el agua del plato y al rato cuando haya absorbido toda la humedad que necesita se retira.
Para conseguir una mayor y mejor floración: cuando las flores se secan, hay que cortar por encima de la tercera yema (nodo), y en pocos meses volverá a brotar con más vigor.
La maceta, como en todas las plantas, se cambia cuando empiezan a asomar por debajo las raíces; esa es señal de que ya no le queda tierra ni sitio para las raíces.

### Propagación a gran escala

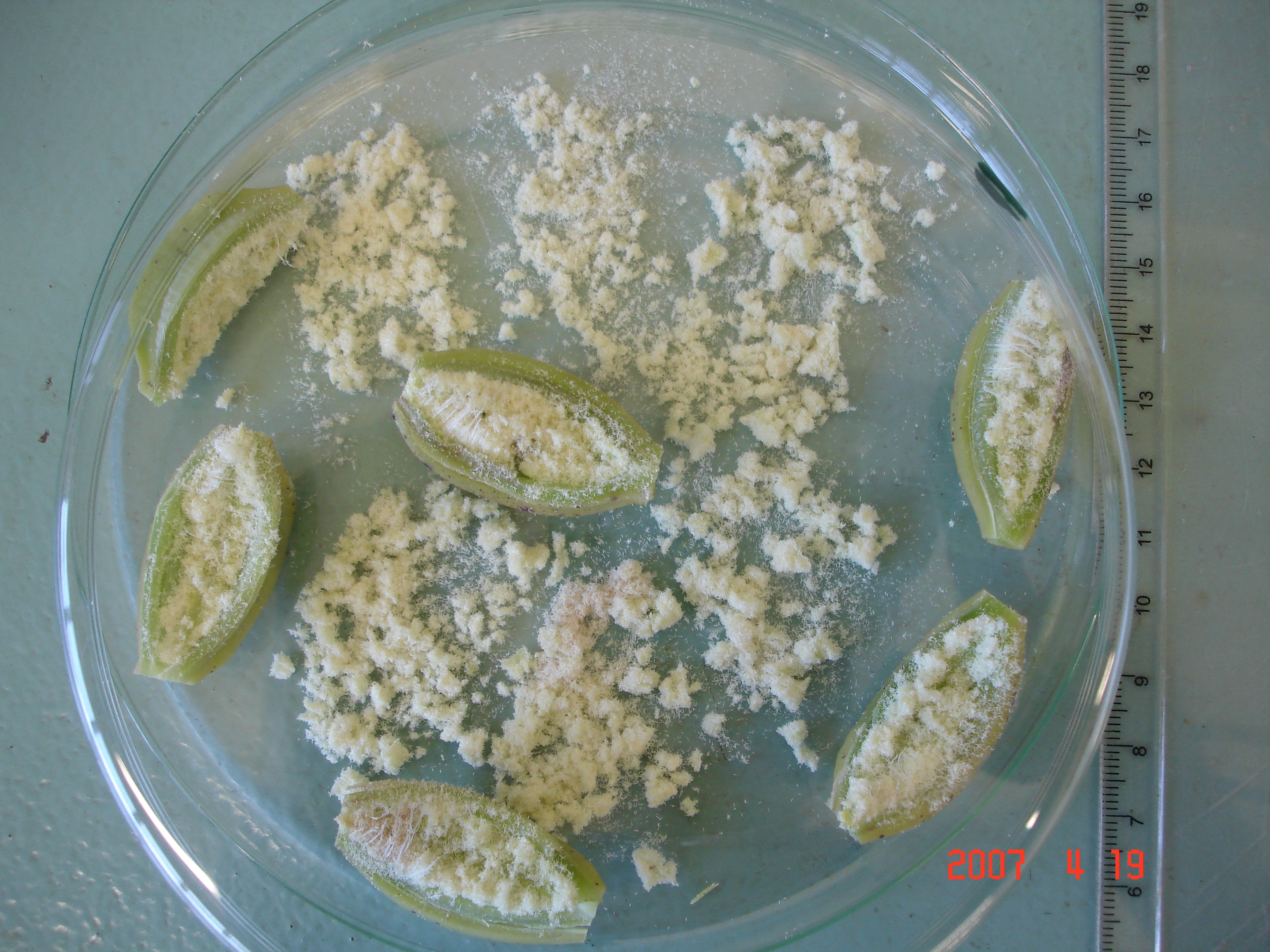
Fruto abierto mostrando las semillas de Cattleya walkeriana, especie nativa del centro de Brasil.

Debido a la gran cantidad de semillas que se producen en cada fruto y a la posibilidad de cultivar los meristemas in vitro, las orquídeas también pueden ser multiplicadas a gran escala.
Las semillas de las orquídeas son muy pequeñas y las que se hallan en un solo fruto pueden generar miles de nuevas plantas, cada una con características diferente de la otra. No obstante, las semillas contienen escasas reservas y no pueden germinar con sus propios recursos. De hecho, en la naturaleza deben asociarse a un hongo durante la germinación, el cual le provee los nutrientes que requiere para su crecimiento y desarrollo. Por esta razón, la manera más simple —si bien la menos eficiente— de multiplicar orquídeas a través de semillas consiste en esparcir las semillas sobre y alrededor de las raíces de orquídeas cultivadas en maceta y asegurarse de que tengan humedad constante en el sustrato. Las semillas germinan en unas semanas y crecen muy lentamente, de manera que una planta obtenida de este modo florece por primera vez cuando alcanza de cinco a diez años. Este proceso se denomina «germinación simbiótica» y, hasta 1922, era el único método de propagación de orquídeas a través de semillas. En ese año Lewis Knudson de la Universidad Cornell publicó un trabajo en el que describía un método artificial para hacer germinar a las orquídeas sin la participación de un hongo. Este método, llamado de «germinación asimbiótica», hace uso de técnicas de micropropagación para lograr la germinación y establecimiento de las plántulas en un medio de cultivo artificial y bajo condiciones estériles.
La reproducción a través del cultivo in vitro de meristemas, o clonación, es más eficiente y consiste en quitar la punta de la raíz o el extremo de un brote, situarlo en un medio de cultivo adecuado bajo condiciones estériles. Bajo la influencia de las fitohormonas los meristemas se convierten en una masa de tejido indiferenciado, capaces de dar lugar a nuevas plántulas. Las plántulas así obtenidas se separan unas de otras

## Orquídeas emblemáticas o extremas
- Bulbophyllum minutissimum, originaria de Australia, es la orquídea más pequeña, con solo 3 a 4 mm de altura.[26]
- Cattleya dowiana nativa de Turrialba, Costa Rica se ha llamado "la reina de las orquídeas".[cita requerida]
- Cattleya mossiae es la flor nacional de Venezuela.[99]
- Cattleya trianae es la flor nacional de Colombia.[100]
- Guarianthe skinneri es la flor nacional de Costa Rica.[101]
- Lycaste virginalis es la flor nacional de Guatemala.[102]
- Peristeria elata es la flor nacional de Panamá.[103]
- Rhyncholaelia digbyana es la flor nacional de Honduras.[104]
- Sobralia altissima, nativa del Perú, es la orquídea más alta del mundo.[105]
- Lephantes tulcanensis, endémica de Ecuador, es la única variedad del género Lephantes de tamaño mayor a 40 cm y con hoja de 13 nervios en lugar de 5.[106]

### Asociaciones y jardines de orquídeas
- Centro de Orquídeas de Arona
- Jardín de orquídeas de Kuala Lumpur